# Characidium
Characidium es un género de peces de agua dulce de la familia Crenuchidae y de la orden de los Characiformes.

## Especies
Actualmente hay 54 especies reconocidas en este género:
- Characidium alipioi (Travassos, 1955)[11]
- Characidium bahiense (V. G. Almeida, 1971)
- Characidium bimaculatum (Fowler, 1941)
- Characidium boavistae (Steindachner, 1915)
- Characidium boehlkei (Géry, 1972)
- Characidium bolivianum (N. E. Pearson, 1924)
- Characidium borellii (Boulenger, 1895)
- Characidium brevirostre (Pellegrin, 1909)
- Characidium caucanum (C. H. Eigenmann, 1912)
- Characidium chupa (L. P. Schultz, 1944)
- Characidium crandellii (Steindachner, 1915)
- Characidium declivirostre (Steindachner, 1915)
- Characidium etheostoma (Cope, 1872)
- Characidium etzeli (Zarske & Géry, 2001)[12]
- Characidium fasciatum (J. T. Reinhardt, 1867)[13][14]
- Characidium gomesi (Travassos, 1956)
- Characidium grajahuensis (Travassos, 1944)[15]
- Characidium hasemani (Steindachner, 1915)
- Characidium heinianum (Zarske & Géry, 2001)[12]
- Characidium heirmostigmata (da Graҫa & Pavanelli, 2008)[16]
- Characidium interruptum (Pellegrin, 1909)
- Characidium japuhybense (Travassos, 1948)[17]
- Characidium lagosantense (Travassos, 1947)[18]
- Characidium lanei (Travassos, 1967)
- Characidium laterale (Boulenger, 1895)
- Characidium lauroi (Travassos, 1949)[19]
- Characidium longum (Taphorn, Montaña & Buckup, 2006)[20]
- Characidium macrolepidotum (W. K. H. Peters, 1868)
- Characidium marshi (Breder, 1925)
- Characidium nupelia (da Graҫa, Pavanelli & Buckup, 2008)[21]
- Characidium occidentale (Buckup & R. E. dos Reis, 1997)
- Characidium oiticicai (Travassos, 1967)
- Characidium orientale (Buckup & R. E. dos Reis, 1997)
- Characidium papachibe (L. A. W. Peixoto & Wosiacki, 2013)[22]
- Characidium pellucidum (C. H. Eigenmann, 1909)
- Characidium phoxocephalum (C. H. Eigenmann, 1912)
- Characidium pteroides (C. H. Eigenmann, 1909)
- Characidium pterostictum (A. L. Gomes, 1947)
- Characidium purpuratum (Steindachner, 1882)
- Characidium rachovii (Regan, 1913)[23][24]
- Characidium roesseli (Géry, 1965)
- Characidium sanctjohanni (Dahl, 1960)
- Characidium schindleri (Zarske & Géry, 2001)[12]
- Characidium schubarti (Travassos, 1955)
- Characidium serrano (Buckup & R. E. dos Reis, 1997)
- Characidium steindachneri (Cope, 1878)
- Characidium stigmosum (M. R. S. de Melo & Buckup, 2002)[25]
- Characidium tenue (Cope, 1894)
- Characidium timbuiense (Travassos, 1946)[26]
- Characidium vestigipinne (Buckup & L. Hahn, 2000)[27]
- Characidium vidali (Travassos, 1967)
- Characidium xanthopterum (Silveira, Langeani, da Graҫa, Pavanelli & Buckup, 2008)[28]
- Characidium xavante (da Graҫa, Pavanelli & Buckup, 2008)
- Characidium zebra (C. H. Eigenmann, 1909)[21]